# Adetus subcostatus
Adetus subcostatus es una especie de escarabajo del género Adetus, familia Cerambycidae. Fue descrita científicamente por Aurivillius en 1900.
Habita en Honduras, México, Nicaragua, Panamá y Venezuela. Los machos y las hembras miden aproximadamente 10,5-13 mm. El período de vuelo de esta especie ocurre en los meses de mayo, junio, julio, octubre, noviembre y diciembre.